# Fowler, Dick & Walker
Fowler, Dick & Walker, later bekend als Fowler's, was een warenhuisketen en was ook bekend als de The Boston Store. Het bedrijf begon in 1879 als een kleine textielwinkel op South Main Street 120 in Wilkes-Barre, Pennsylvania. De oprichters waren George Fowler, Alexander Dick en Gilbert Walker, die eerder werkervaring in de textielhandel hadden opgedaan in Connecticut. 

## Geschiedenis
De eerste winkel werd geopend op 5 april 1879. In december adverteerden ze in andere nabijgelegen steden  en in februari hadden ze 18 werknemers.
In 1882 openden ze een filiaal in Binghamton, New York. In 1889 werd een vestiging van het bedrijf geopend in Evansville, Indiana. In 1892 was de winkel bekend geworden in de regio en in 1904 adverteerden ze met hun nieuwe winkellocatie in Binghamton, New York aan Court Street en Water Street. Deze nieuwe winkel was  meer dan 75 jaar lang het vlaggenschip van de keten, samen met nog een andere vestiging Anno 2019 is de locatie in Binghamton no steeds in gebruik als warenhuis van Boscov's.
Het dochterbedrijf in Indiana werd in 1934 ontbonden. In 1975 werd er nog een Fowler's geopend in de Oakdale Mall in Johnson City, vlakbij Binghamton, maar de hoofdvestiging aan Court Street bleef bestaan. 
De hoofdvestiging in Wilkes-Barre raakte zwaar beschadigd door de overstroming door orkaan Agnes in 1972. Tegelijkertijd werd in de Wyoming Valley Mall een filiaal geopend. Later werd een filiaal geopend in de Laurel Mall in Hazleton, Pennsylvania, die door Fowler, Dick en Walker werd ontwikkeld. De combinatie van de teruggang bij de hoofdvestiging in Wilkes-Barre en de kosten voor het openen van de nieuwe winkel, die langzaam van start ging, bleken te veel. Fowler, Dick and Walker vierde in 1979 haar 100-jarig bestaan en werd daarna eerst verkocht aan een lokale ondernemer en vervolgens aan Boscov's. Zowel de winkels in Wilkes-Barre als in Hazleton zijn zeer succesvolle Boscov-locaties geworden, die in 2019 werden geopend.
In Binghamton had Fowler's in 1980 al meerdere bedrijfseigenaren gehad en het moederbedrijf werd failliet verklaard. Op dat moment had Fowler's de oorspronkelijk winkel in Wilkes-Barre en twee vestigingen in de omgeving van Binghamton. De winkel in Binghamton werd in 1980-1981 gesloten, terwijl de winkel in Wilkes-Barre zonder sluiting omgebouwd werd tot een filiaal van Boscov's. Hess's nam de locatie in de Oakdale Mall over. Deze werd  later omgedoopt tot The Bon-Ton en later gesloten.